# Abraham Skórka
Abraham Skórka (ur. 5 lipca 1950 w Buenos Aires) – pochodzący z Argentyny biofizyk, rabin i autor książek. Rektor Seminario Rabinico Latinoamericano w Buenos Aires, rabin gminy żydowskiej Benei Tikva, profesor literatury biblijnej i rabinicznej oraz honorowy profesor prawa żydowskiego na Universidad del Salvador w Buenos Aires. Rodzina Abrahama Skórki pochodzi z Polski.

## Kariera
W roku 1973 ukończył Seminario Rabinio Latinamericano jako ustanowiony rabin.
W roku 1979 obronił doktorat z chemii na University of Buenos Aires. Skórka jest autorem prac naukowych w dziedzienie biofizyki oraz badań biblijnych i talmudycznych.
Otrzymał doktorat od Jewish Theological Seminary of America z Nowego Jorku.
W roku 2010 Universidad Católica Argentina przyznał mu doktorat honorowy. Było to wydarzenie bezprecedensowe – po raz pierwszy w Ameryce Łacińskiej katolicki uniwersytet przyznał honorowy doktorat żydowskiemu rabinowi.
Abraham Skórka przeprowadził z arcybiskupem Buenos Aires – Jorge Mario Bergoglio, późniejszym papieżem Franciszkiem, serię debat religijnych dotyczących zagadnień takich jak Bóg, fundamentalizm, ateizm, śmierć, holokaust, homoseksualizm oraz kapitalizm. Debaty te odbywały się na przemian w siedzibie biskupa oraz w siedzibie Benei Tikva. Ich treść została opublikowana w książce pt. Sobre el Cielo y la Tierra, tłum. ang. On Heaven and Earth, tłum. pol. W niebie i na ziemi.
Rabin Skórka utrzymuje bliskie kontakty z papieżem Franciszkiem.